# Puerto Vilelas
Puerto Vilelas é uma cidade da Argentina, localizada na província de Chaco.